# 대원 김씨
대원 김씨(大元金氏)는 한국의 성씨이다.
시조 김일원(金一元)은 신라 경순왕의 후손으로, 조선에서 군수를 지냈다.

## 참고 자료
- “대원김씨(大元金氏)”. 뿌리를 찾아서.[깨진 링크(과거 내용 찾기)]